# Hege Bae Nyholt
Hege Bae Nyholt (nascida a 2 de agosto de 1978) é uma política norueguesa.
Ela foi eleita representante no Storting pelo círculo eleitoral de Sør-Trøndelag para o período 2021-2025, pelo Partido Vermelho.